# Yangdon Dhondup
Yangdon Dhondup (India, 1970) is een sinologe en tibetologe, gespecialiseerd in Oost-Aziatische, met name Tibetaanse letterkunde. Ze schrijft over veel aspecten van de Tibetaanse cultuur, religie (Tibetaans boeddhisme) en geschiedenis, in het bijzonder over de spanning tussen traditie en moderniteit in Tibet. Ze is tevens vertaalster.

## Leven en werk
Yangdon Dhondup werd geboren in India en groeide op in Zwitserland. Ze studeerde af als sinologe aan de School of Oriental and African Studies (SOAS), die onderdeel uitmaakt van de Universiteit van Londen. In 2004 promoveerde ze aan dezelfde onderzoeksschool in de Oost-Aziatische letterkunde op het proefschrift Caught between Margins. Culture, Identity and the Invention of a Literary Space in Tibet. Daarna was ze als onderzoeker verbonden aan de faculteit Study of Religions van de SOAS.
In 2010 maakte Yangdon Dhondup in het kader van het World Oral Literature Project tien video's, onder de titel Tantric Practitioners from Reb kong, Amdo, Tibet. De video's tonen rituele praktijken en gebedsoefeningen van enkele gemeenschappen uit het genoemde gebied.
Voor het filmscript voor de Zwitserse film Angry Monk over Gendün Chöpel van filmregisseur Luc Schädler uit 2005 maakte Schädler gebruik van door Yangdon Dhondup gemaakte vertalingen en gevoerde gesprekken.
Van het boek Modern Tibetan Literature and Social Change schreef ze het tweede hoofdstuk (Roar of the Snow Lion: Tibetan Poetry in Chinese) en in het boek Tibetan Modernities: Notes from the Field on Cultural and Social Change schreef ze een hoofdstuk over Tibetaanse popmuziek.